# Brain-sur-Longuenée
Pour les articles homonymes, voir Brain.
Brain-sur-Longuenée est une ancienne commune française située dans le département de Maine-et-Loire, en région Pays de la Loire.
Le 28 décembre 2015, elle devient une commune déléguée au sein de la commune nouvelle d'Erdre-en-Anjou.

## Géographie

### Localisation
Commune angevine du Segréen, Brain-sur-Longuenée se situe au sud-est de Vern-d'Anjou, sur les routes D 101, La Pouëze / Le Lion-d'Angers, et D 73, Vern-d'Anjou / La Membrolle-sur-Longuenée.
Brain-sur-Longuenée est à 7 kilomètres du Lion-d'Angers, à 18 de Segré et à 23 d'Angers. Elle est également située à 5 kilomètres à l'ouest de l'axe Rennes-Angers.

### Hameaux et alentours
Hameaux : Quenouillère, Robinaie, Ouvradière, Ichetière, Houssardière, Maison Blanche, Aimbaudière, Doulaie, Demanchère, Couerie, Pot-de-Fer, Pelterie, Molière, Petite Fretaie.

### Topographie, géologie et relief
Son territoire se trouve sur les unités paysagères du plateau du Segréen et des plateaux du Haut Anjou. Brain est situé en bordure de la forêt de Longuenée sur des anciennes landes et des marécages, d'où l'origine de son nom. La forêt fournissait le pacage, le gibier, le charbon de bois, les petits fruits.
C'était aussi un lieu de commerce et de trafic. Le plateau relativement élevé alimentait le bourg en eau plus ou moins potable.

## Toponymie
Les origines du nom de Brain-sur-Longuenée : Longuenée est le nom de la forêt qui s'étend au sud. Brain pourrait être dérivé du nom d'homme gaulois Brannos ou de celui de Brennus (chef de guerre), ou bien de l'ancien nom commun bren ou bran (déchets), désignant les landes au XIIe siècle et de mots régionaux signifiant bois et marais ou toute sorte de résidu (comme la mouture de blé). Ainsi Brain-sur-Longuenée pourrait signifier les landes de la forêt de Longuenée,.
Formes anciennes du nom : Brainius en 1047, Branus en 1175, Brain sur Longuenée en 1793 et Brain-sur-Longuenée en 1801,.

## Histoire

### Préhistoire et Antiquité
Aucun vestige préhistorique.

### Moyen Âge
Brain-sur-Longuenée est citée au XIe siècle et XIIe siècle dans des documents du chapitre de Saint-Laud (Angers). Le curé Jean Pierre Gourdon (à Brain de 1851 à 1871) raconte dans son manuscrit, l'histoire de Brain à partir des registres paroissiaux. Il parle de la cure (actuelle mairie), de l'ancienne église, fait les généalogies de quelques familles : les Mergot, les Mauvif de Montergon, les Richou,…

### Ancien Régime
Avant la Révolution, Brain appartenait en grande partie au fief de la Beuvrière.
L'histoire de Brain reste marquée par des personnages dont il reste les vestiges des lieux-dits qu'ils habitaient.

### Château de Montergon
Christophe du Pineau était le fils de Gabriel du Pineau d'Épluchard (Le Pin), maire d'Angers en 1632, il construisit l'ancien manoir de Montergon vers 1673, son fils Nicolas lui succéda jusqu'en 1731.

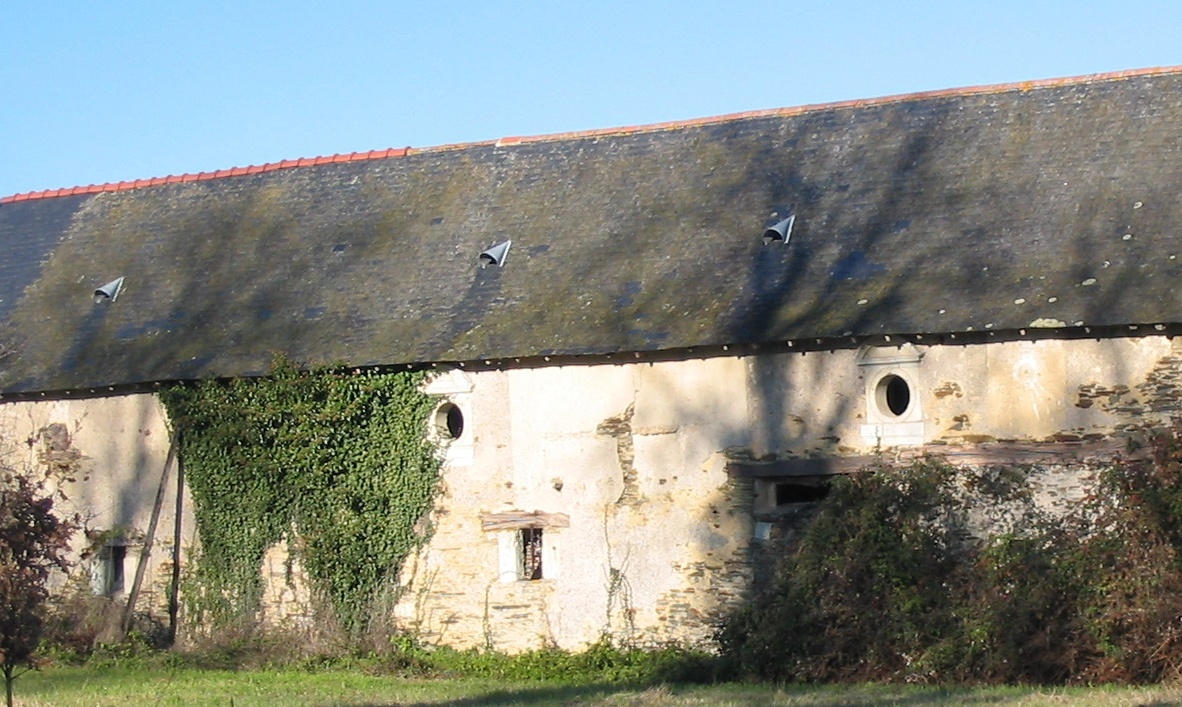
L'ancien manoir de Montergon fut la demeure des Mergot pendant cinq siècles, puis de la famille du Pineau et des Mauvif.
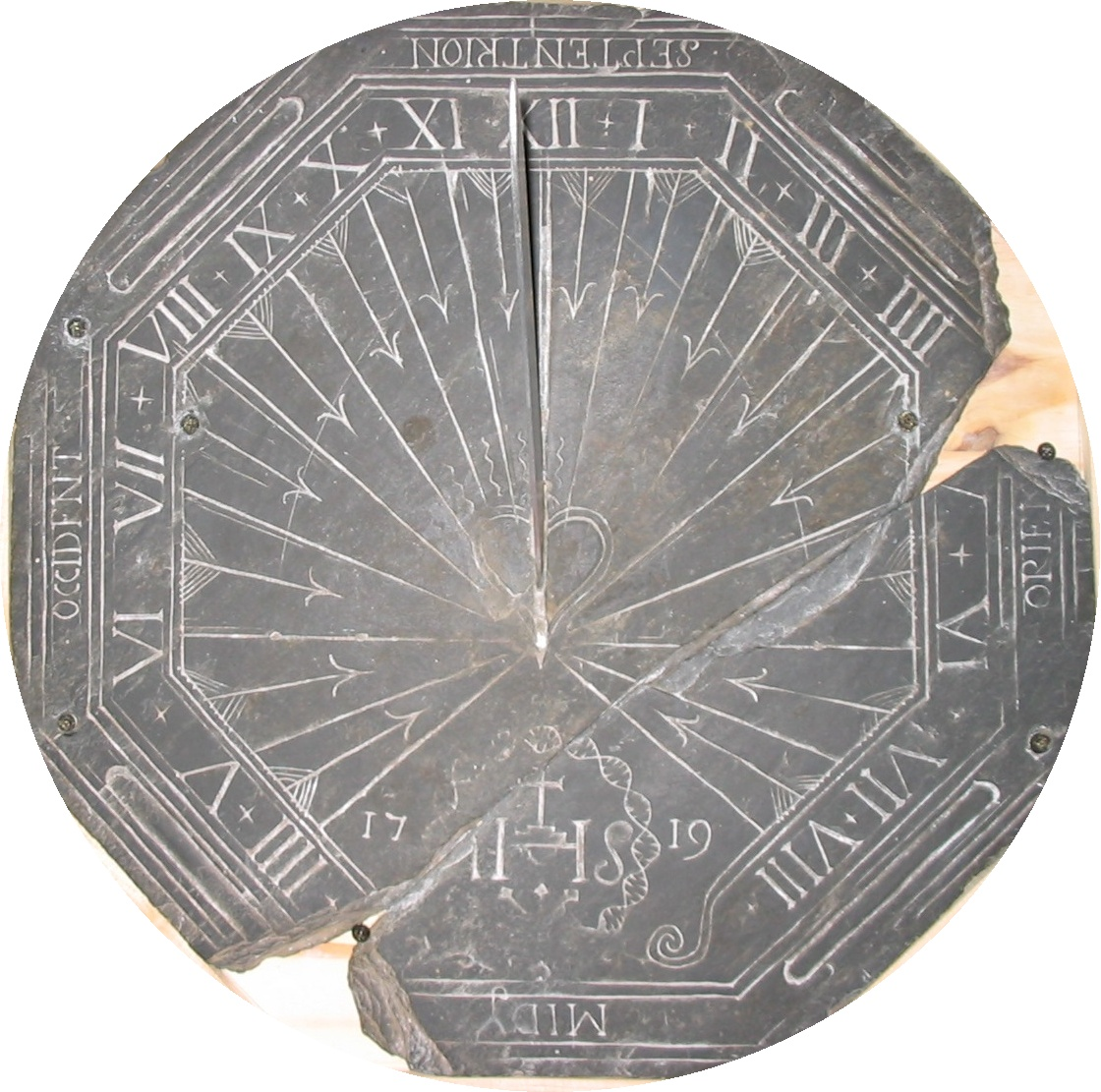
Cadran solaire de Nicolas du Pineau, ardoise gravée de 1719. Motif religieux : IHS, calvaire, cœur enflammé, couronne d'épines et clous de la passion.
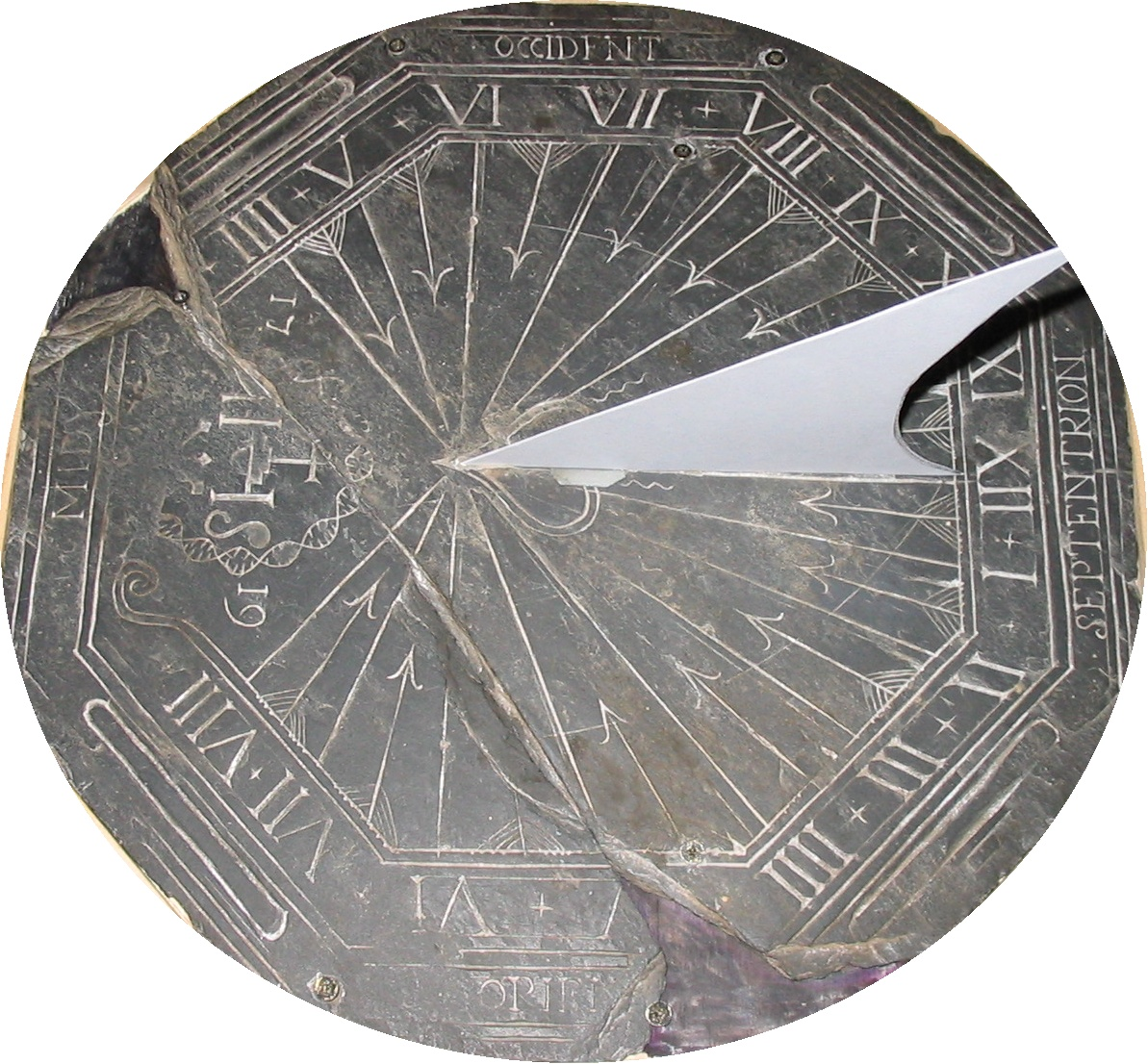
Cadran solaire horizontal de Nicolas du Pineau, avec son style à 47°35', latitude locale ; heure solaire = 10 h 30.

### Château de la Maison-Blanche
Le château de la Maison-Blanche et la maison de Lucrèce de Mergot.

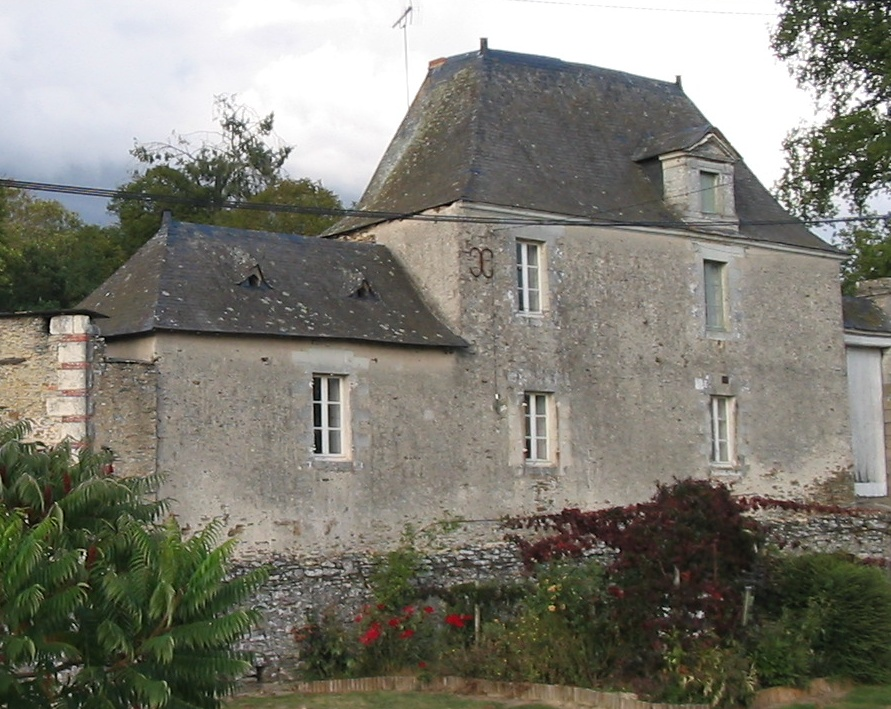
La Maison Blanche était habitée par Jeanne Levoyer de la Dominière, puis les Vernault, les Guillot et les Richou.
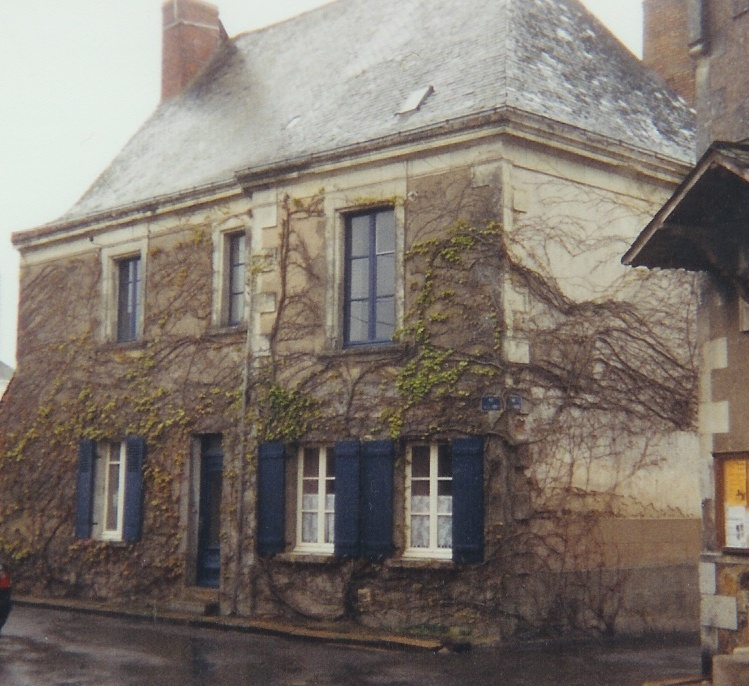
Après la vente de Montergon, Lucrèce de Mergot et Claude d'Escuillé habitaient cette maison.
Armes de Claude d'Écuillé, il était chevau-léger de la garde du roi. De sable à un pal d'argent, à la bande d'azur brochant sur le tout.
Armes de Lucrèce de Mergot, elle descendait de saint Louis par sa mère Jacquine de Montours. D'azur à trois chevrons d'or.

### La famille de Terves
La famille de Terves, leurs sépultures et leurs blasons. Les comtes de Terves, dont l'origine bretonne n'est pas prouvée, habitaient La Pouëze en Maine-et-Loire (manoirs d'Armaillé et de l'Anjouère). Le 11 juin 1765, Pierre Charles de Terves épousa Eulalie Victoire Hullin de la Selle et vint habiter au château de la Beuvrière, alors paroisse de Brain-sur-Longuenée. Les Terves et leurs descendants sont enterrés dans la chapelle du cimetière de cette paroisse, leurs blasons y sont gravés sur des ardoises verticales.

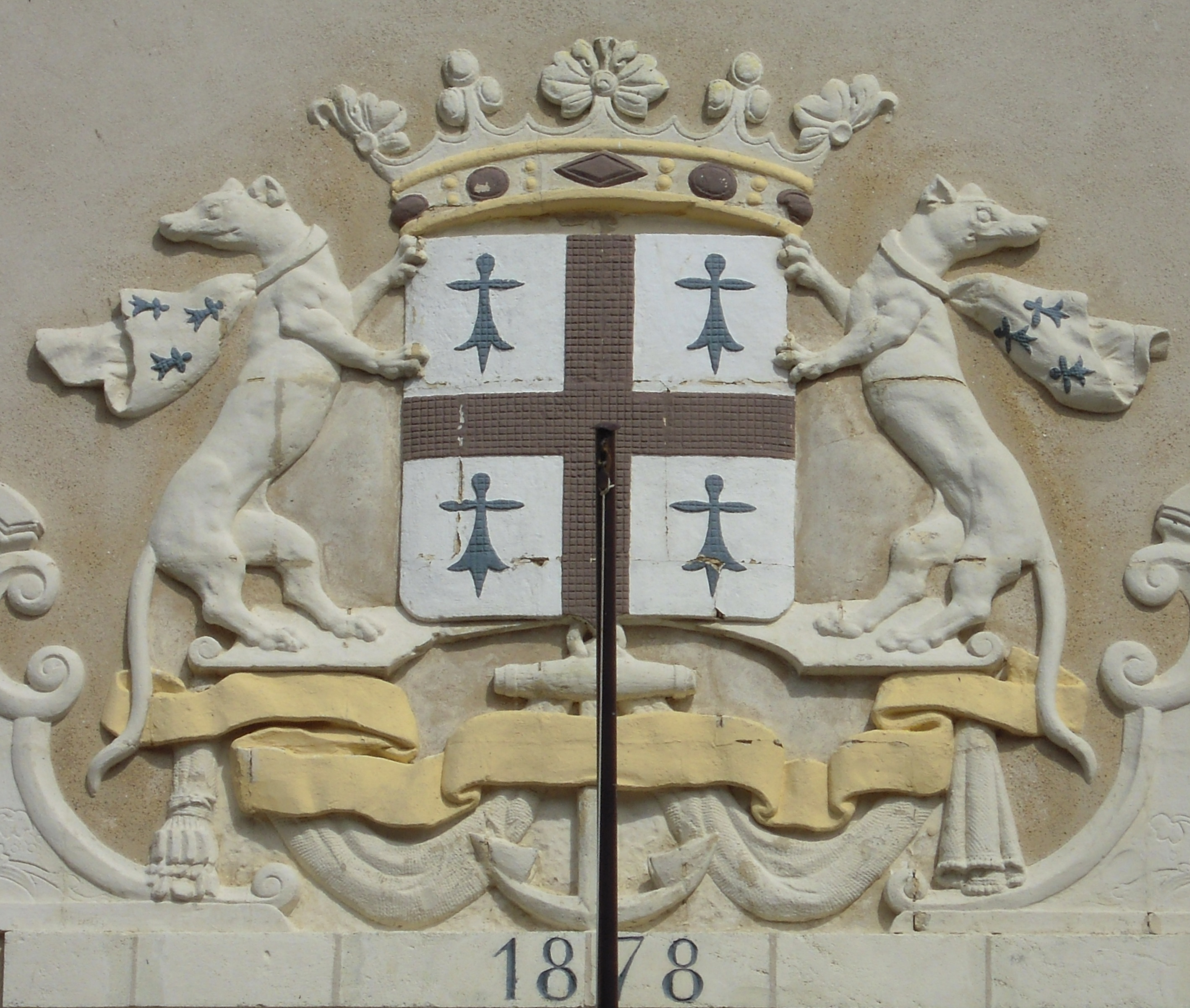
Blason de la ville du Croisic, gravé sur le fronton de l'ancienne criée, identique à celui des Terves.
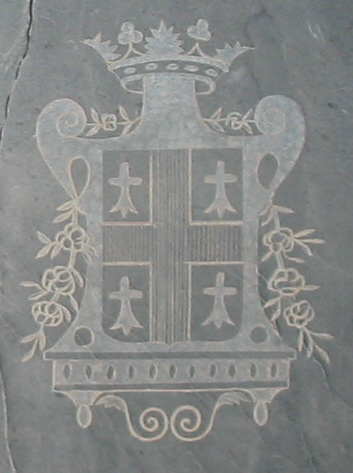
Blason du comte de Terves dans la chapelle du cimetière de Brain-sur-Longuenée.
D'argent à la croix de gueules cantonnée de quatre mouchetures d'hermine de sable.
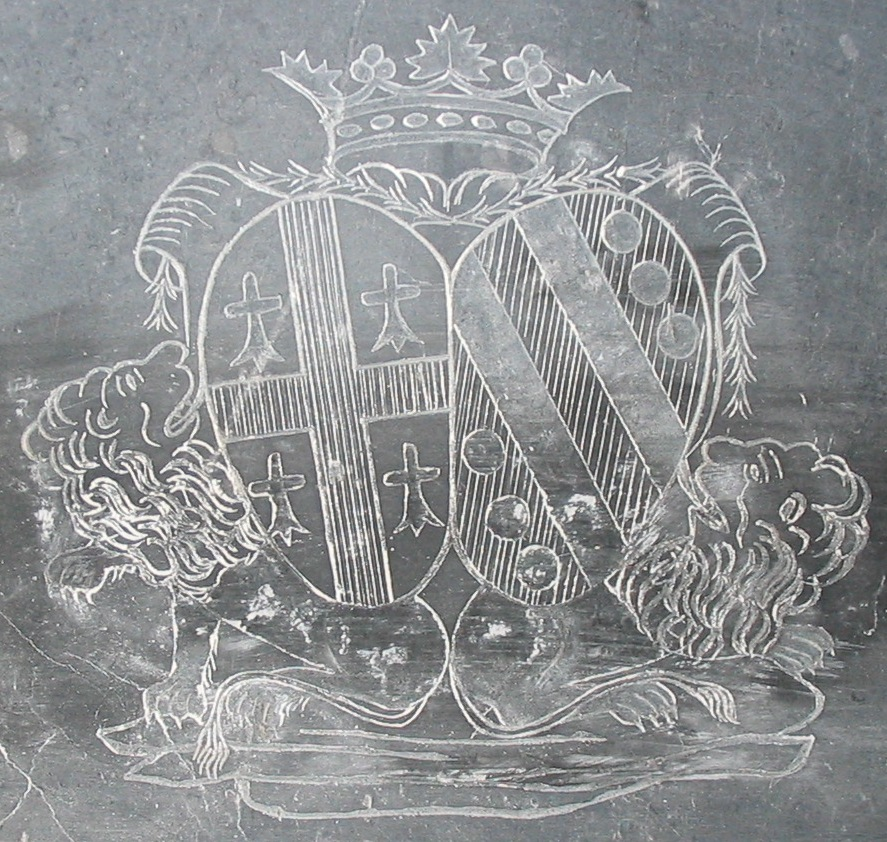
Blason de la famille de Terves x Victoire Eulalie Hullin de la Selle.
De gueules à deux bandes d'argent accostées chacune de trois besants du même, rangés en barres.
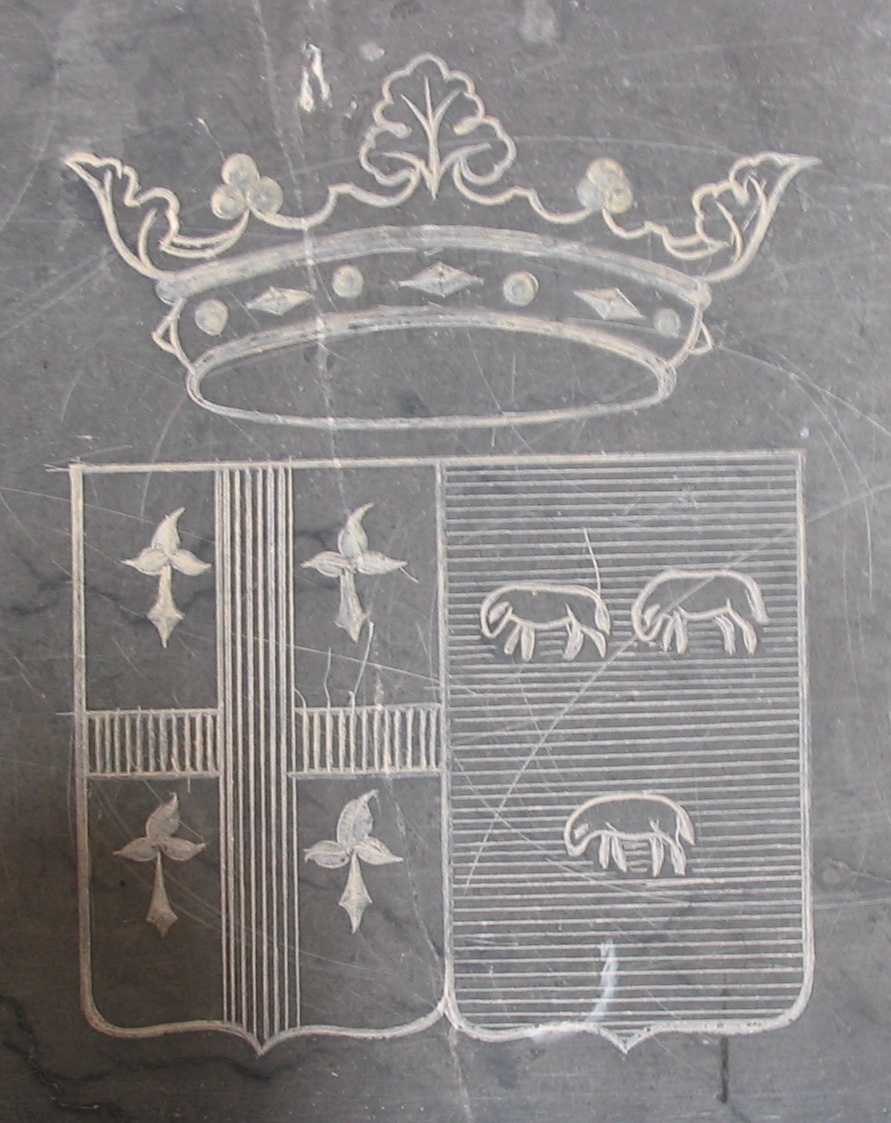
Blason de la famille de Terves.
D'azur à trois moutons paissant d'argent, deux et un accornés et mouchetés de sable.
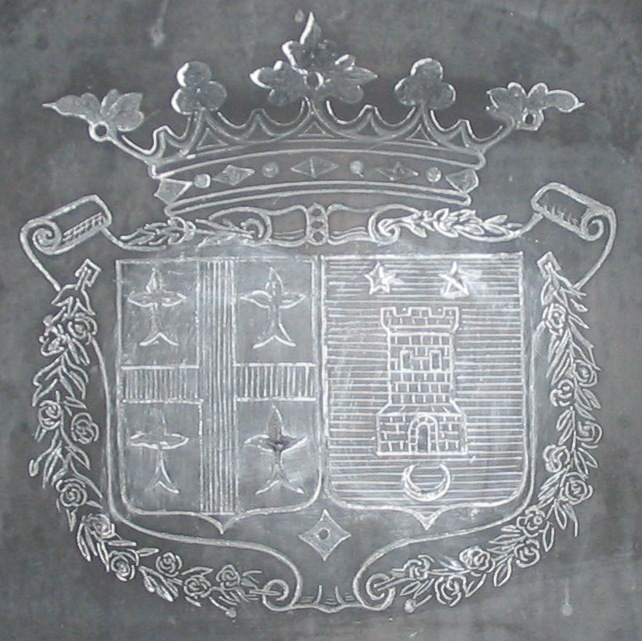
Blason de la famille de Terves x Claire Brunet de Montreuil.
D'azur à une tour d'or accompagnée en chef de deux étoiles d'argent, et en pointe d'un croissant de même.

### Époque contemporaine
Pendant la Première Guerre mondiale, trente-deux habitants perdent la vie. Lors de la Seconde Guerre mondiale, deux habitants sont tués.
La commune fusionne en décembre 2015 au sein de la commune d'Erdre-en-Anjou.

## Politique et administration

### Administration municipale

#### Administration actuelle
Depuis le 28 décembre 2015 Brain-sur-Longuenée constitue une commune déléguée au sein de la commune nouvelle de Erdre-en-Anjou et dispose d'un maire délégué.
| Période                                  | Période         | Identité           | Étiquette | Qualité                               |
| ---------------------------------------- | --------------- | ------------------ | --------- | ------------------------------------- |
| 28 décembre 2015                         | 17 janvier 2016 | Laurent Todeschini |           | Maire d'Erdre-en-Anjou en 2016        |
| 18 janvier 2016                          | mai 2020        | Hervé Dubosclard   | EELV      | Ingénieur agronome, chef d'entreprise |
| mai 2020                                 |                 | André Hamon        |           |                                       |
| Les données manquantes sont à compléter. |                 |                    |           |                                       |

#### Administration ancienne
| Période       | Période          | Identité                  | Étiquette                                   | Qualité                                     |
| ------------- | ---------------- | ------------------------- | ------------------------------------------- | ------------------------------------------- |
| 1789          | décès en 1790    | René Mauvif de la Plante  | Syndic,suffrage censitaire                  | Châtelain, Montergon                        |
| 1792          | 1809             | François Denis            | Officier d'état-Civil                       | Marchand-fermier, châtelain, la Himbaudière |
| 1793          | 1795             | René Allard               | Officier d'état civil                       |                                             |
| 1795          | 1797             | Mathurin Poirier          | Délégué                                     |                                             |
| 1797          | 1799             | Pierre Poilièvre          | Délégué                                     |                                             |
| 1800          | 1817             | Jacques Bedouet           | Délégué puis maire                          |                                             |
| 1817          | 1830             | Marie Mauvif de Montergon | Maire puis destitué                         | Châtelain, Montergon                        |
| 1830          | 1834             | Gaspard Guillot           | Maire                                       | Châtelain, la Maison Blanche                |
| 1834          | 1837             | Pierre Delorme            | Maire                                       |                                             |
| 1837          | 1840             | René Richou               | Maire                                       | Châtelain, la Maison-Blanche                |
| 1840          | 1870             | Charles Poidevin          | Nommé par le préfet puis élu par le conseil | Châtelain, la Houssardière                  |
| 1870          | 1879             | Eugène Richou             | Maire                                       | La Saulaie                                  |
| 1879          | 1884             | François Leroux           | Maire                                       | Commerçant                                  |
| 1884          | 1907             | Adolphe Mauvif            | Maire puis révoqué                          | Châtelain, Montergon                        |
| 1907          | 1909             | Auguste Richou            | Fonction de maire                           | Châtelain, la Maison Blanche                |
| 1909          | mai 1912         | Pierre Dubois             | Maire                                       |                                             |
| mai 1912      | décembre 1919    | Pierre Ricoult            | Maire                                       |                                             |
| décembre 1919 | mai 1945         | René Allard               | Maire                                       |                                             |
| mai 1945      | mars 1959        | André Carteron            | Maire                                       | Châtelain, Montergon                        |
| mars 1959     | mars 1971        | Auguste Olive             | Maire                                       | Menuisier et facteur                        |
| mars 1971     | mars 1983        | Georges Saulnier          | Maire                                       | Forgeron                                    |
| mars 1983     | 2007             | Emmanuel Bossé            | Maire                                       | Agriculteur                                 |
| 2007          | mars 2008        | Jean René Vaillant        | Maire                                       | Agriculteur                                 |
| mars 2008     | mars 2014        | Jean Poussin              | Maire                                       | Enseignant et Technicien agricole retraité  |
| avril 2014    | 27 décembre 2015 | Laurent Todeschini        |                                             | Ergonome                                    |

### Intercommunalité
La commune était membre de la communauté de communes de la région du Lion-d'Angers, elle-même membre du syndicat mixte Pays de l'Anjou bleu, Pays segréen.

## Population et société

### Démographie
La commune compte 792 habitants en 1688, 550 en 1709, 604 habitants (142 feux) en 1720,.
Les hivers rigoureux, les famines, les épidémies expliquent la première chute de population. À partir de 1717 la reprise démographique est générale en France. De 1850 à 1890, c'est l'ouverture du chemin vicinal de grande communication Gc 23 (devenu RD 73) de La Membrolle-sur-Longuenée à La Chapelle-Glain, les artisans et commerçants s'installent, le bourg se rénove, l'agriculture fait besoin. De 1900 à 1978, c'est l'industrialisation, la mécanisation de l'agriculture, l'exode rural ; les commerçants s'en vont. En 1972, nouvelles constructions ; 1974 le premier lotissement : l'effet ne se fait sentir que vers 1980.
Tout en restant un bourg rural, Brain-sur-Longuenée, située en limite de l'agglomération d'Angers, voit ensuite sa population augmenter à nouveau. L'augmentation est significative : elle évolue au début des années 2000 de 800 habitants vers les 1 000 habitants. L'état-civil de 2006 indique cinq décès (+ deux hors commune), six mariages et vingt-six naissances. La rénovation de l'habit ancien, la création de lotissements aérés donnent des possibilités de logement tant en locatif qu'en accession à la propriété.

### Évolution démographique
L'évolution du nombre d'habitants est connue à travers les recensements de la population effectués dans la commune depuis 1793. À partir du 1er janvier 2009, les populations légales des communes sont publiées annuellement dans le cadre d'un recensement qui repose désormais sur une collecte d'information annuelle, concernant successivement tous les territoires communaux au cours d'une période de cinq ans. 
Pour les communes de moins de 10 000 habitants, une enquête de recensement portant sur toute la population est réalisée tous les cinq ans, les populations légales des années intermédiaires étant quant à elles estimées par interpolation ou extrapolation. Pour la commune, le premier recensement exhaustif entrant dans le cadre du nouveau dispositif a été réalisé en 2008,.
En 2013, la commune comptait 963 habitants, en évolution de −0,93 % par rapport à 2008 (Maine-et-Loire : +3,3 %, France hors Mayotte : +2,49 %).
| 1793 | 1800 | 1806  | 1821  | 1831  | 1836  | 1841  | 1846  | 1851  |
| ---- | ---- | ----- | ----- | ----- | ----- | ----- | ----- | ----- |
| 928  | 843  | 1 002 | 1 010 | 1 068 | 1 053 | 1 054 | 1 064 | 1 010 |

| 1856  | 1861  | 1866  | 1872  | 1876  | 1881  | 1886  | 1891 | 1896 |
| ----- | ----- | ----- | ----- | ----- | ----- | ----- | ---- | ---- |
| 1 037 | 1 063 | 1 101 | 1 037 | 1 027 | 1 043 | 1 078 | 978  | 927  |

| 1901 | 1906 | 1911 | 1921 | 1926 | 1931 | 1936 | 1946 | 1954 |
| ---- | ---- | ---- | ---- | ---- | ---- | ---- | ---- | ---- |
| 866  | 853  | 851  | 774  | 750  | 723  | 675  | 644  | 653  |

| 1962 | 1968 | 1975 | 1982 | 1990 | 1999 | 2008 | 2013 | - |
| ---- | ---- | ---- | ---- | ---- | ---- | ---- | ---- | - |
| 602  | 568  | 513  | 574  | 669  | 768  | 972  | 963  | - |

### Pyramide des âges
La population de la commune est relativement jeune. Le taux de personnes d'un âge supérieur à 60 ans (10,1 %) est en effet inférieur au taux national (21,8 %) et au taux départemental (21,4 %).
À l'instar des répartitions nationale et départementale, la population féminine de la commune est supérieure à la population masculine. Le taux (50,4 %) est du même ordre de grandeur que le taux national (51,9 %).
La répartition de la population de la commune par tranches d'âge est, en 2008, la suivante :
- 49,6 % d’hommes (0 à 14 ans = 29,3 %, 15 à 29 ans = 18,7 %, 30 à 44 ans = 24,7 %, 45 à 59 ans = 18,5 %, plus de 60 ans = 8,9 %) ;
- 50,4 % de femmes (0 à 14 ans = 29,2 %, 15 à 29 ans = 18,2 %, 30 à 44 ans = 25,3 %, 45 à 59 ans = 16,1 %, plus de 60 ans = 11,2 %).

| Hommes | Classe d’âge | Femmes |
| ------ | ------------ | ------ |
| 0,0    | 90 ans ou +  | 0,2    |
| 2,9    | 75 à 89 ans  | 4,5    |
| 6,0    | 60 à 74 ans  | 6,5    |
| 18,5   | 45 à 59 ans  | 16,1   |
| 24,7   | 30 à 44 ans  | 25,3   |
| 18,7   | 15 à 29 ans  | 18,2   |
| 29,3   | 0 à 14 ans   | 29,2   |

| Hommes | Classe d’âge | Femmes |
| ------ | ------------ | ------ |
| 0,4    | 90 ans ou +  | 1,1    |
| 6,3    | 75 à 89 ans  | 9,5    |
| 12,1   | 60 à 74 ans  | 13,1   |
| 20,0   | 45 à 59 ans  | 19,4   |
| 20,3   | 30 à 44 ans  | 19,3   |
| 20,2   | 15 à 29 ans  | 18,9   |
| 20,7   | 0 à 14 ans   | 18,7   |

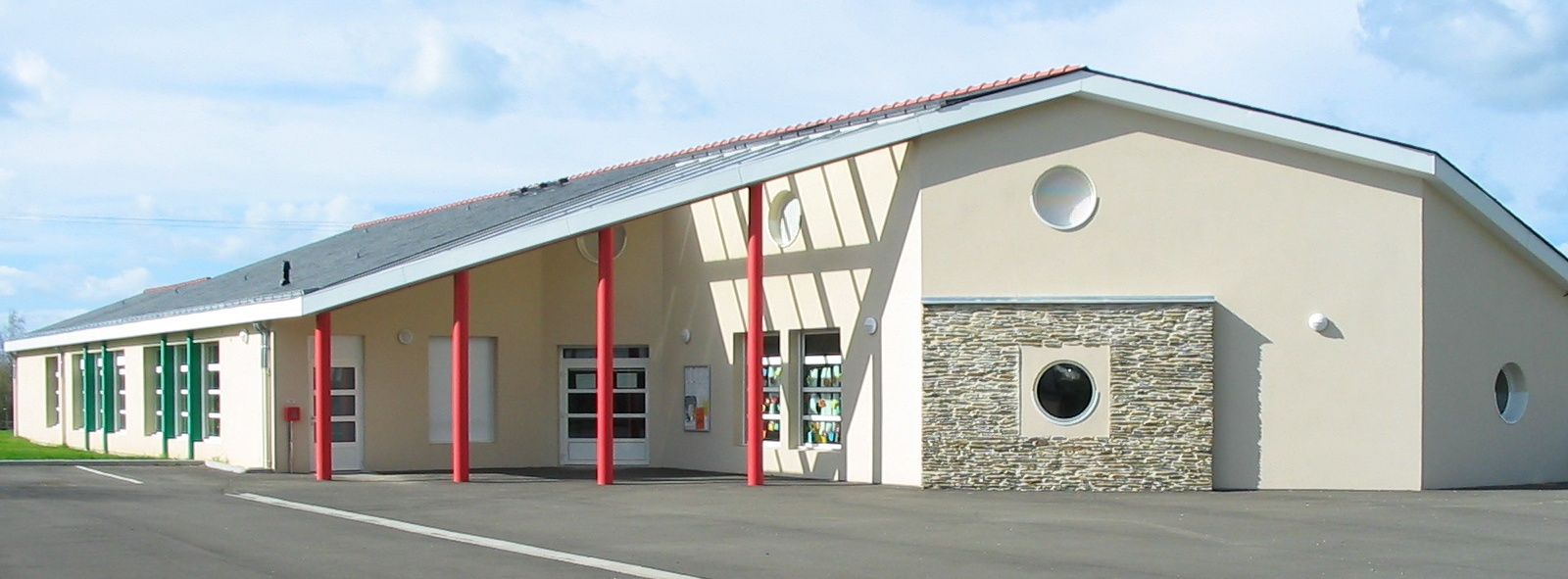
La nouvelle école publique
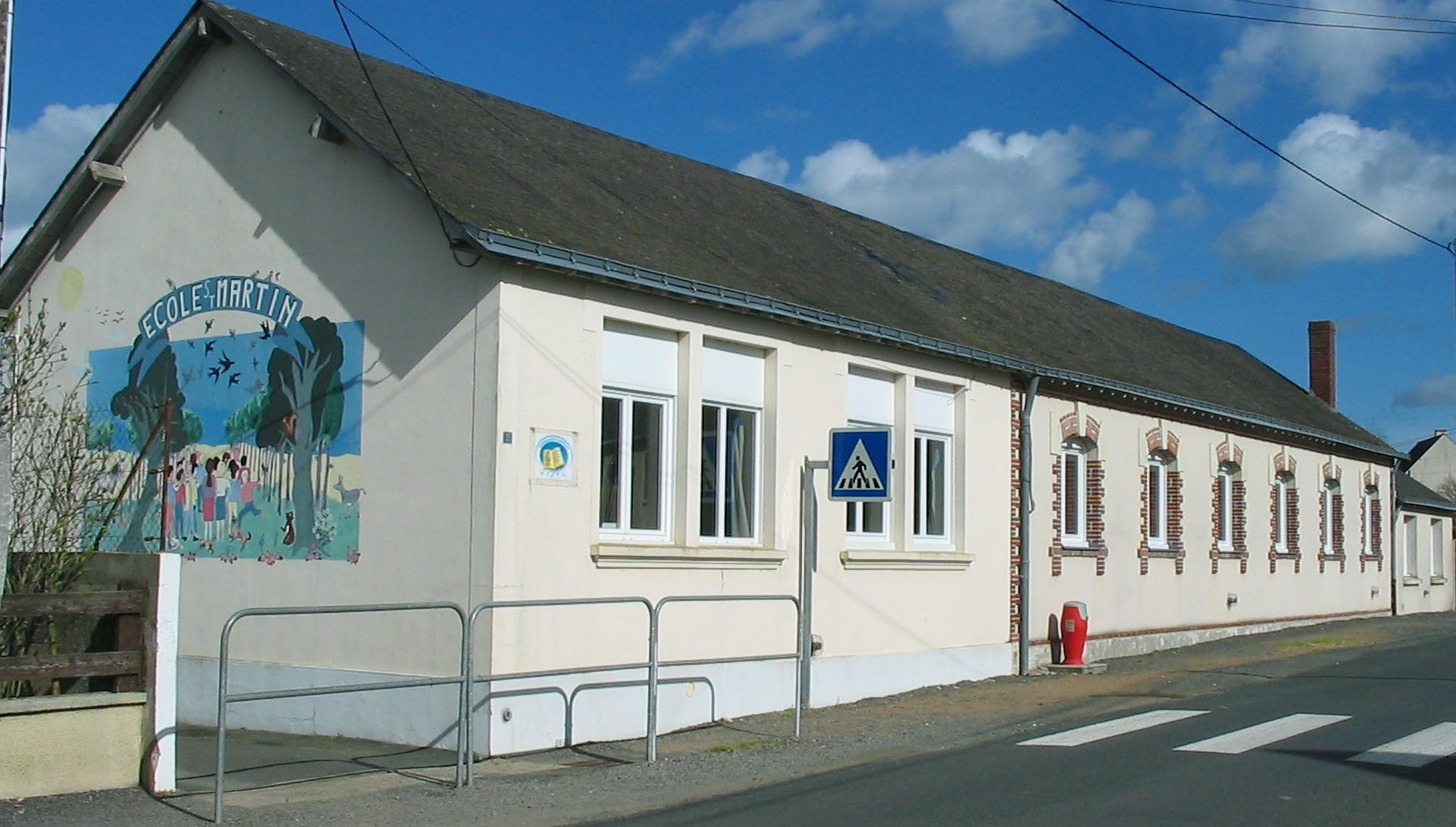
L'école catholique
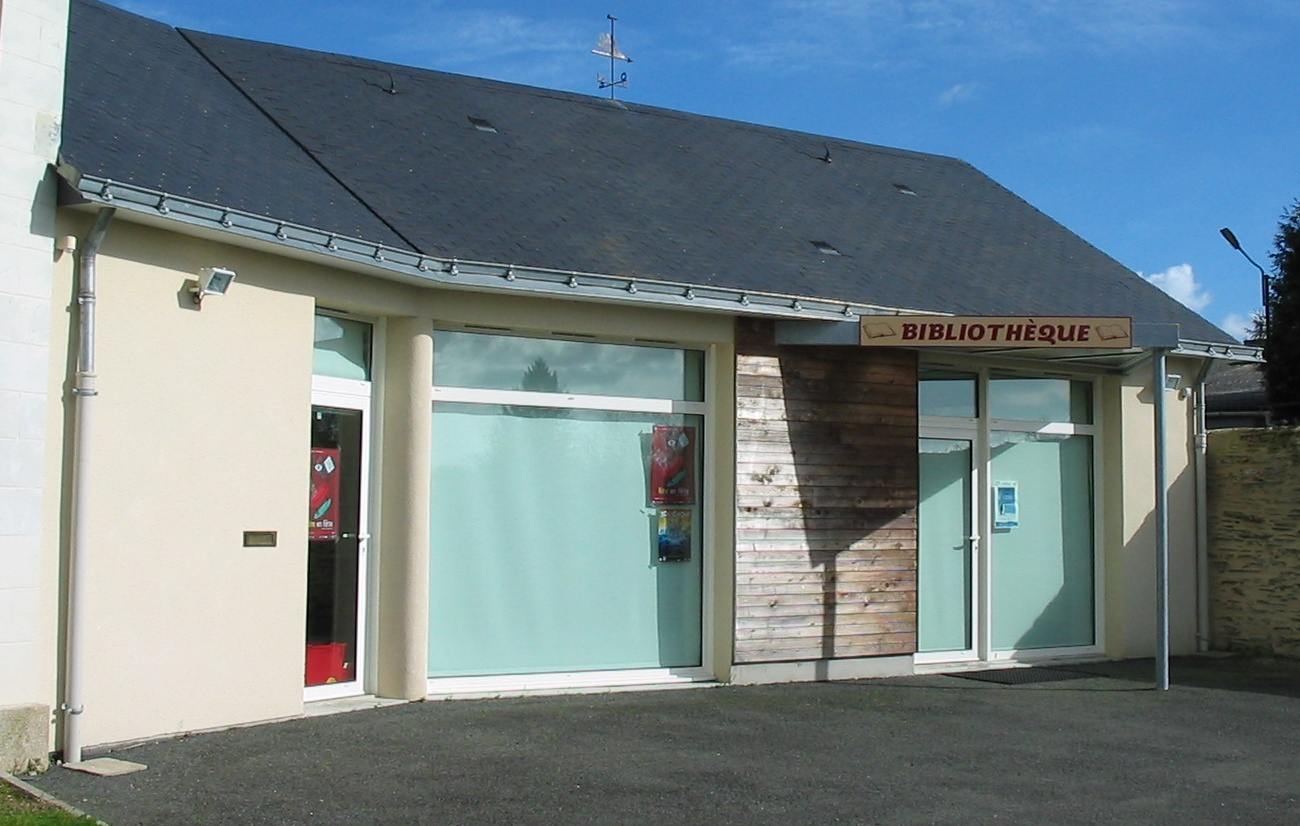
La bibliothèque
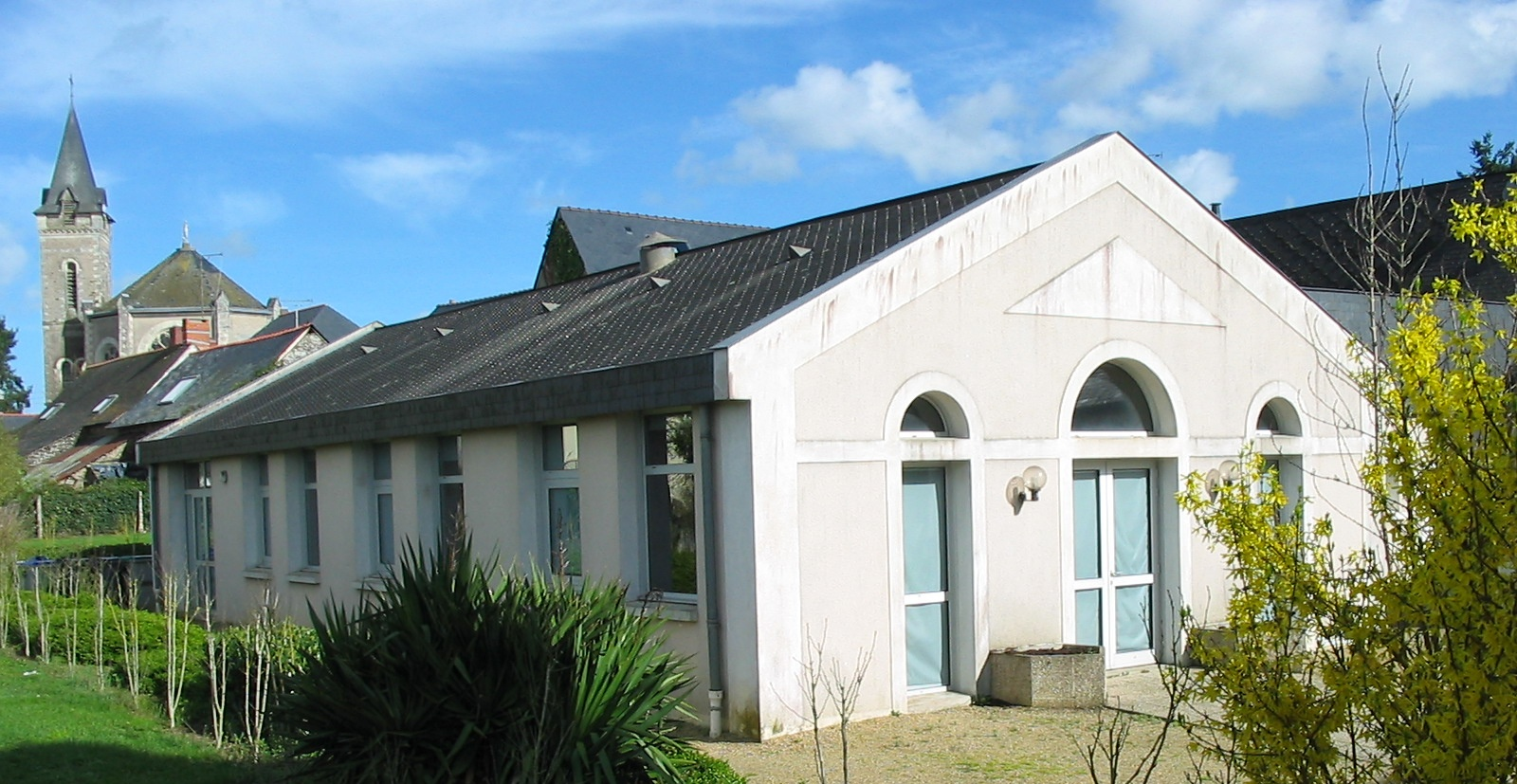
La salle des fêtes

### Vie locale
Associations : Brain est animé au début des années 2000 par plusieurs associations ou mouvements coopératifs : un comité des fêtes, qui organise la fête de Brain de Bon Temps le premier week-end d'août ; deux sociétés de pêche, à l'étang de la Cure et à l'étang de la forêt ; une bibliothèque municipale gérée par une association ; des associations sportives, Gymn'Tonic, tennis club ; l'association loisirs et culture ; l'association des Danseurs du Thiberge qui anime un atelier de formation à des danses traditionnelles ; la pétanque loisirs brainoise ; le Club de l'amitié ; des associations école publique et école privée ; des services de garderie, de cantine scolaire, de centre de loisirs ; un foyer des jeunes ; un relais paroissial ; les amis des chapelles et calvaires ; l'association humanitaire sans frontières ; Brain d'gaz moto-club ; La Cuma de Longuenée, coopérative d'utilisation en commun de matériel agricole ; l'A.S.B.L. Football.

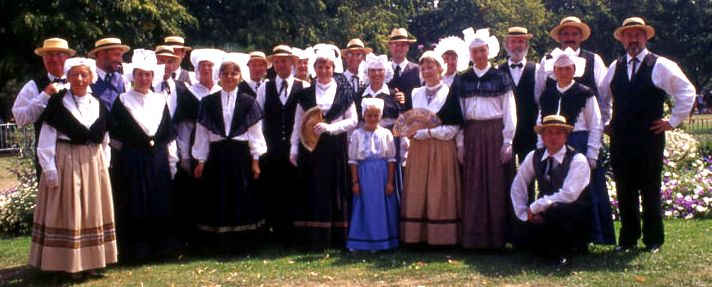
Les Danseurs du Thiberge.
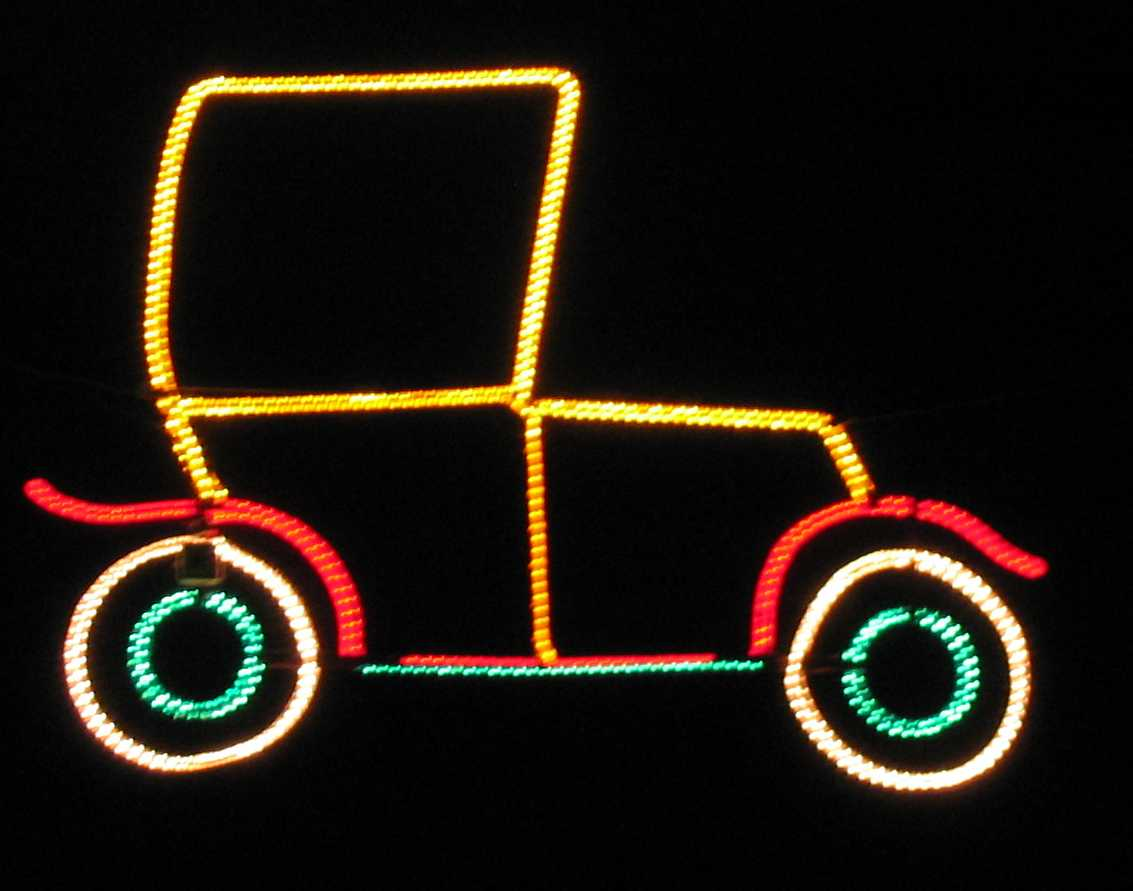
Un des motifs du comité des fêtes.
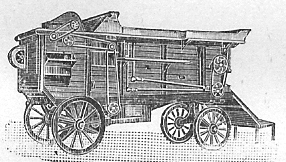
Une batteuse de la Cuma en 1946.
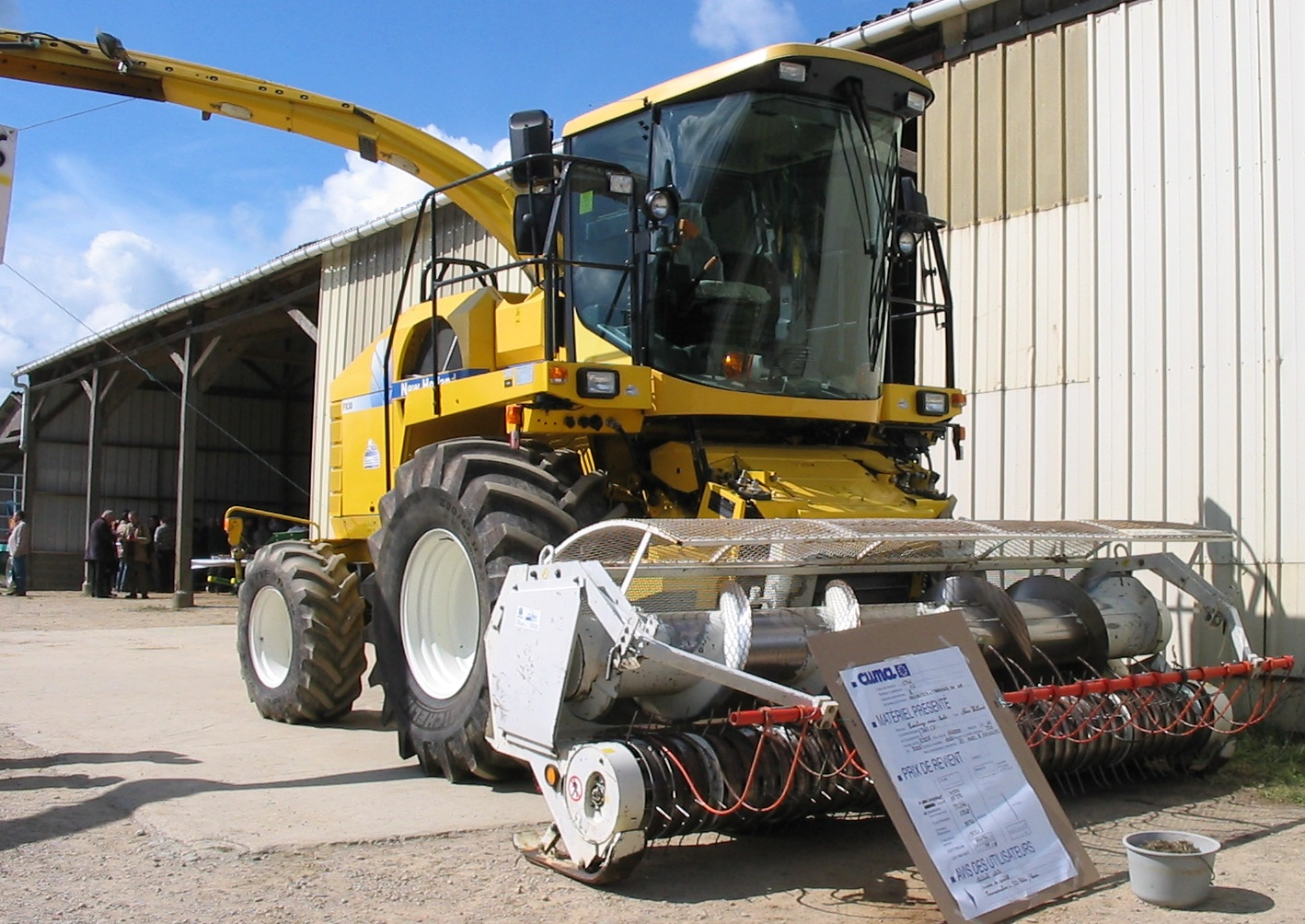
Une ensileuse de la Cuma en 2006.

## Économie

### Tissu économique
Sur 68 établissements présents sur la commune à fin 2010, 35 % relevaient du secteur de l'agriculture (pour une moyenne de 17 % sur le département), 6 % du secteur de l'industrie, 9 % du secteur de la construction, 38 % de celui du commerce et des services et 12 % du secteur de l'administration et de la santé.

### Commerces, artisanat et services
La chute de la démographie vers 1980 a amené le départ de plusieurs artisans et commerçants. Il reste sur place au début des années 2000 : une agence postale, un restaurant (avec épicerie, journaux, café, et dépôt de pain), un café tabac, avec jeux, une coiffeuse, un technicien du spectacle, une quincaillerie avec gaz et carburants, deux plâtriers-plaquistes, un photographe aérien. La grande surface la plus proche est à la Croix Cadeau.

## Culture locale et patrimoine

### Lieux et monuments

#### La mairie, établie dans l'ancienne cure
Presbytère, mairie dite la Cure : L'ancienne cure fut construite vers le XVe siècle, elle était composée d'une longère, encore en partie visible sur la partie droite de la façade est.
En 1762, la nouvelle cure est ajoutée, en retour d'équerre, par le curé Antoine Simon de la Bénardays. Le rez-de-chaussée de ce bâtiment est plus tard aménagé entièrement en mairie et en agence postale,.

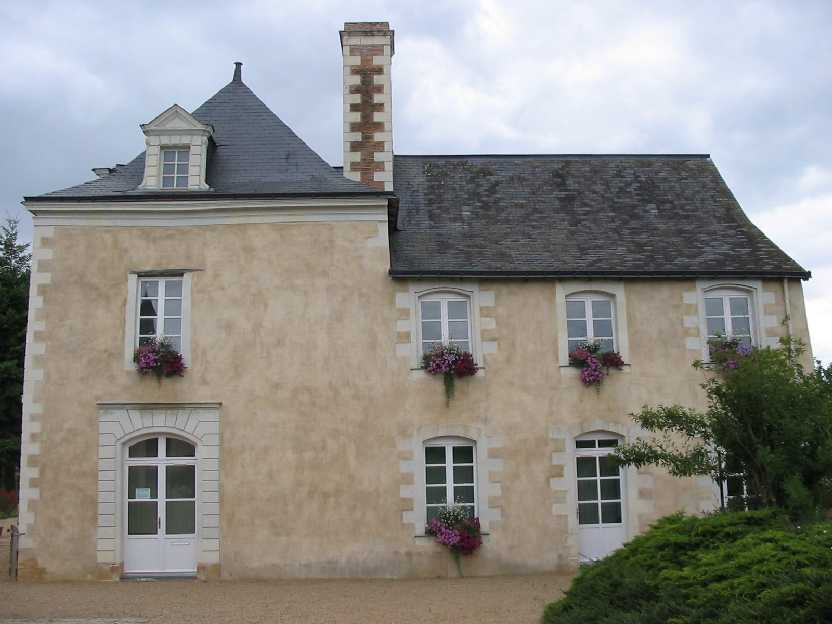
Sur la façade Est, à droite, le reste de la longère de l'ancienne cure.
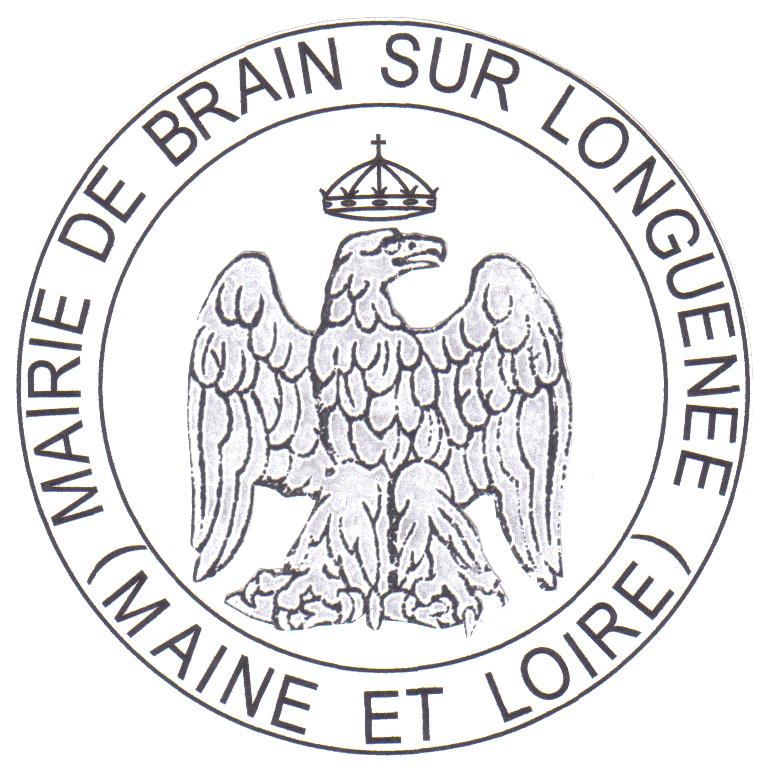
Aigle couronné de Napoléon, cachet de la mairie, 1852-1870.
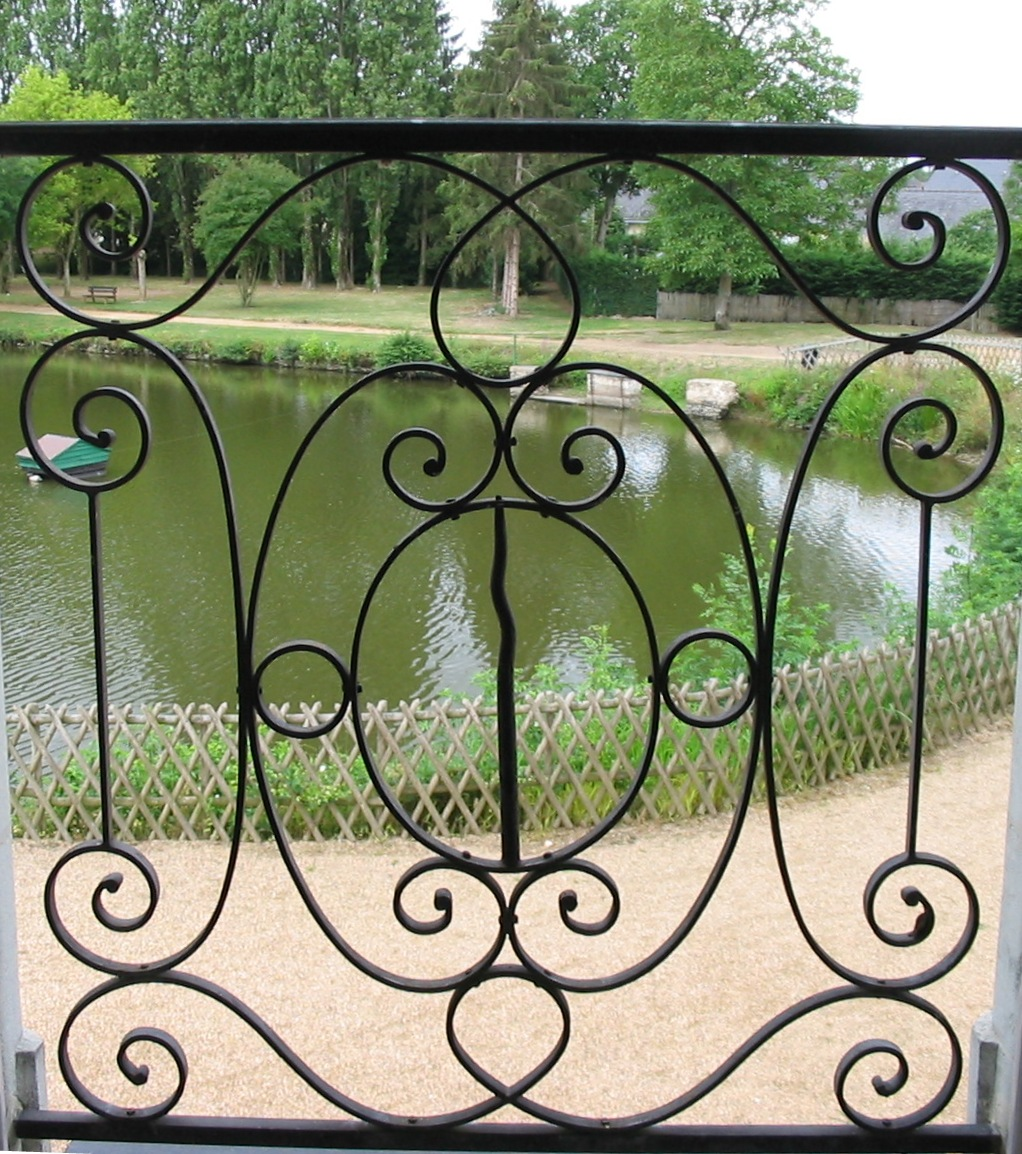
Garde-corps, fenêtre ancienne cure de Brain-sur-Longuenée, travail artisanal.

#### De l'ancienne à la nouvelle église
L'ancienne église était au même endroit que l'actuelle, le chœur et la basse nef (ancien clocher) se superposent. Sous l'église, une véritable nécropole : en l'absence de cimetière jusqu'en 1650, tous les habitants étaient ensépulturés dans l'église. Une nouvelle église est édifiée entre la fin du XVIIIe et le début du XXe.

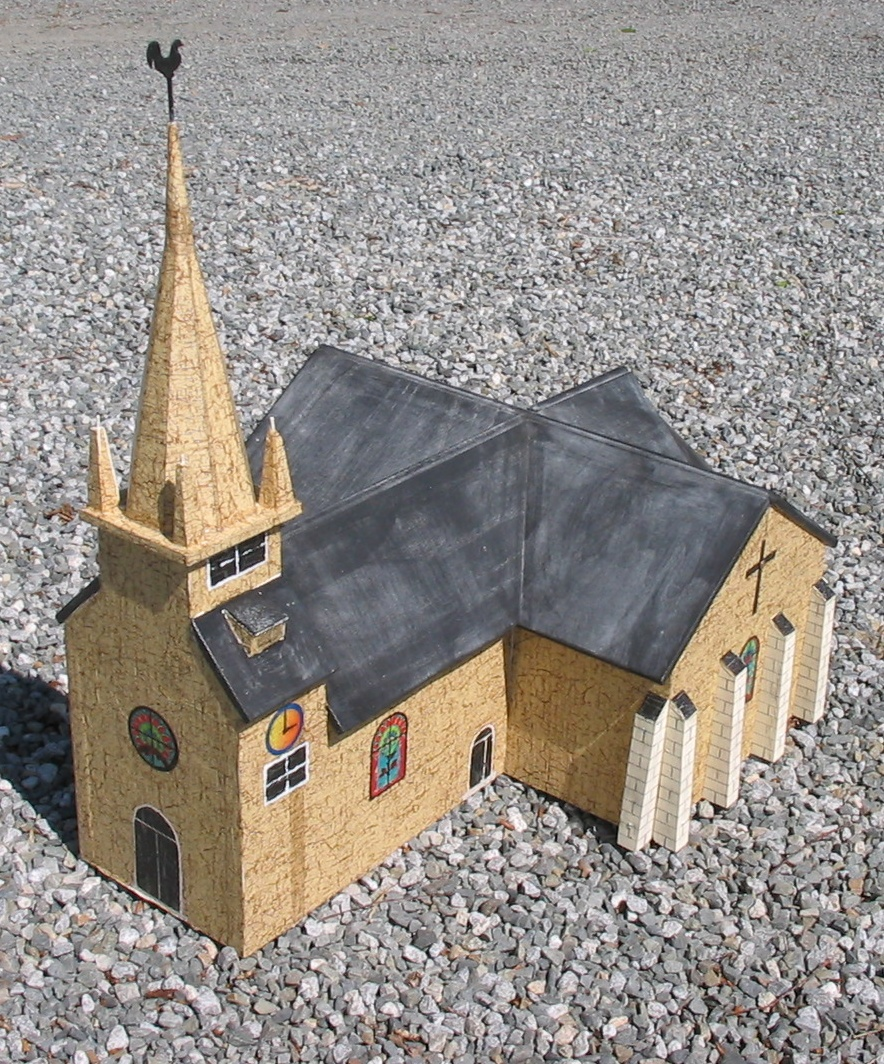
Maquette de l'ancienne église.
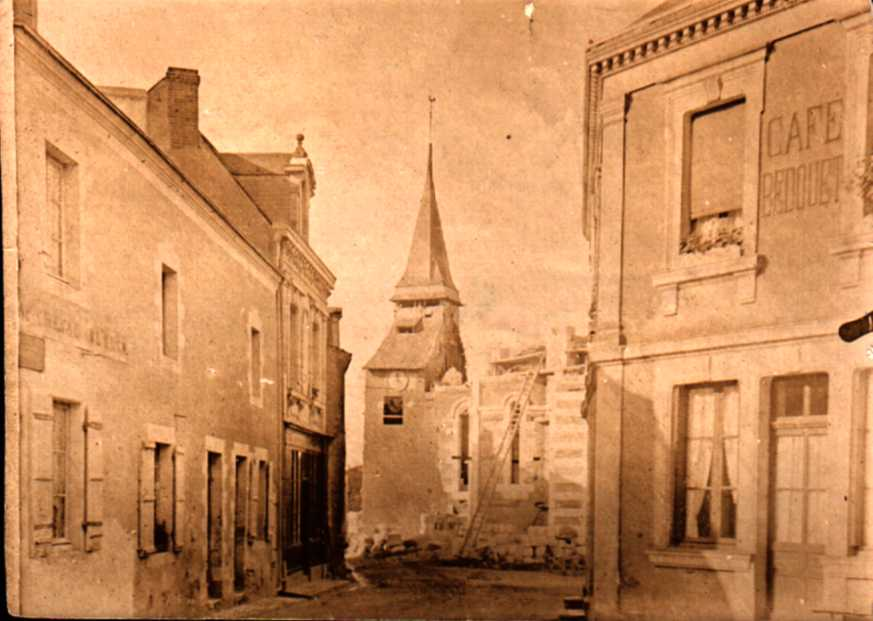
Photographie de 1894.

À droite, photographie de Joseph Dubois instituteur prise en 1894 pendant la construction de la nouvelle église.

#### La chapelle Sainte-Anne et la nouvelle église
Chapelle funéraire Sainte-Anne : En 1639 une épidémie de dysenterie fait 152 morts à Brain (au lieu de douze par an), ce sont vingt-cinq ou trente morts qu'il faut enterrer certains mois d'été ; le sol de l'église ne suffit plus, un cimetière est créé en plein champ. La chapelle Sainte-Anne y est construite par le vicaire François Poyfélon en 1640, il y sera le premier enterré en 1651 ; suivront trente-neuf prêtres ou notables du pays et spécialement les familles d'Orvaux, Hullin de la Selle, de Terves, de Mergot et Mauvif de Montergon.
Église Saint-Didier : Construite entre 1894 et 1902 par l'architecte Beignet d'Angers, la nouvelle église a la forme d'un octogone, la voute est surmontée d'une statue en fonte de Notre-Dame de Lourdes. En 2006, la Commission régionale du patrimoine et des sites des Pays de Loire, a décidé d'inscrire l'église Saint-Didier de Brain-sur-Longuenée au titre de monument historique.

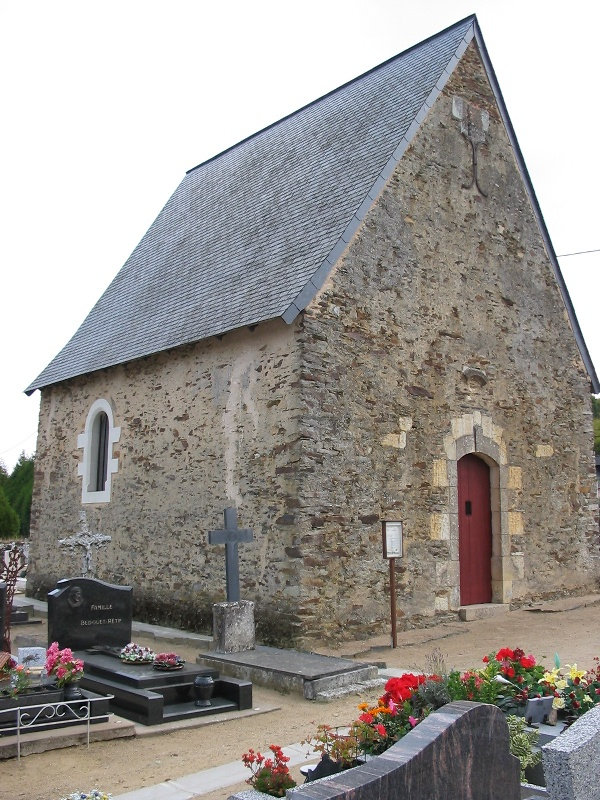
Chapelle Sainte-Anne.
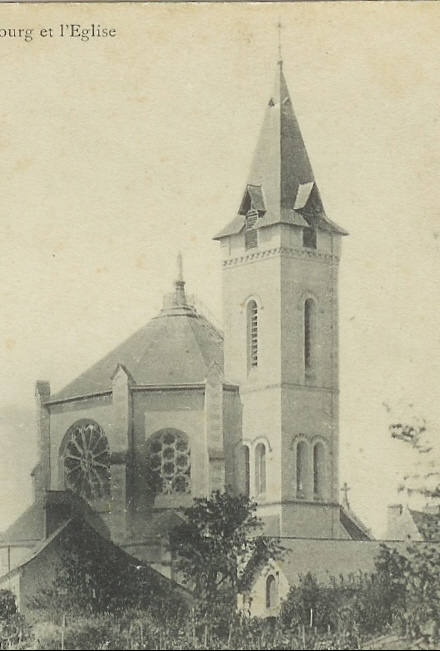
Nouvelle église.

#### L'ermitage du Puits Hervé
Chapelle du Puits Hervé : Hervé, un pieux ermite, aurait habité cet abri et découvert la source de la fontaine au XIIe siècle, ces vestiges ont été reconstruits ou restaurés au XVIe siècle.
Le curé Gourdon dans son manuscrit de 1851 à 1871 fait la relation avec saint Hervé enterré dans l'île de Chalonnes-sur-Loire au lieu-dit Saint-Hervé (vestiges de sa chapelle dans un domaine privé, visibles de la route).

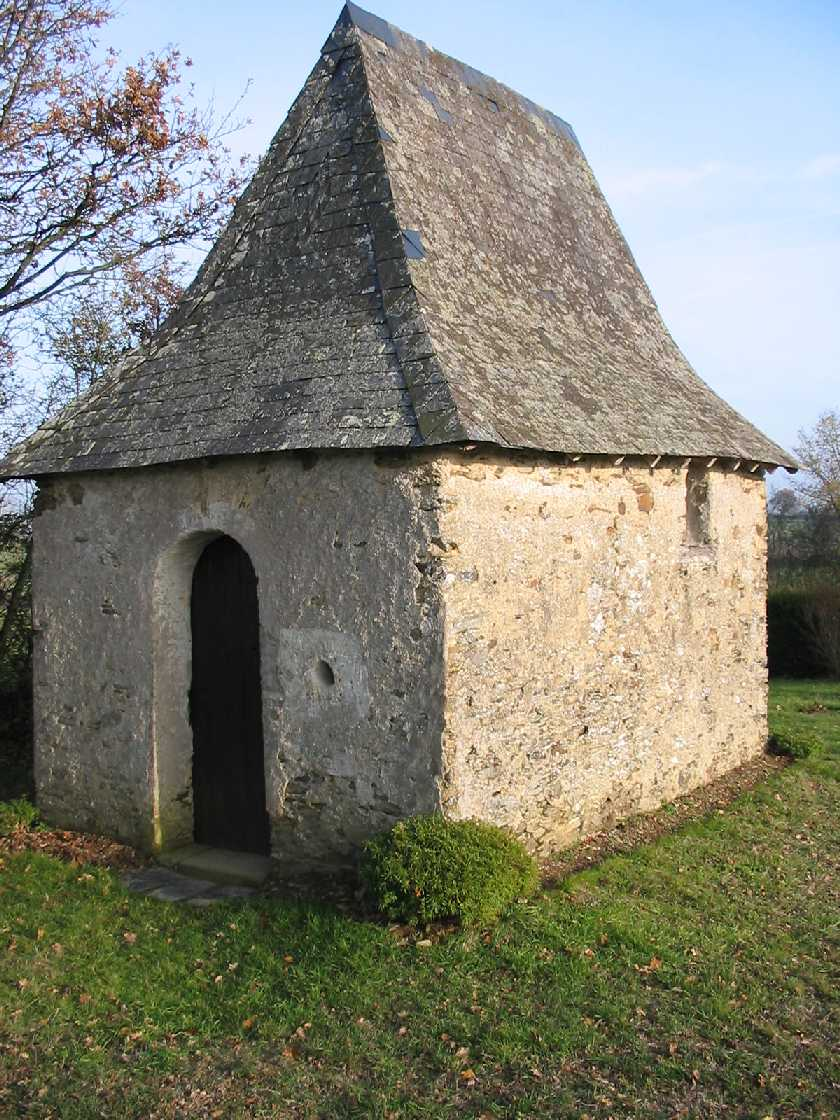
L'ermitage.
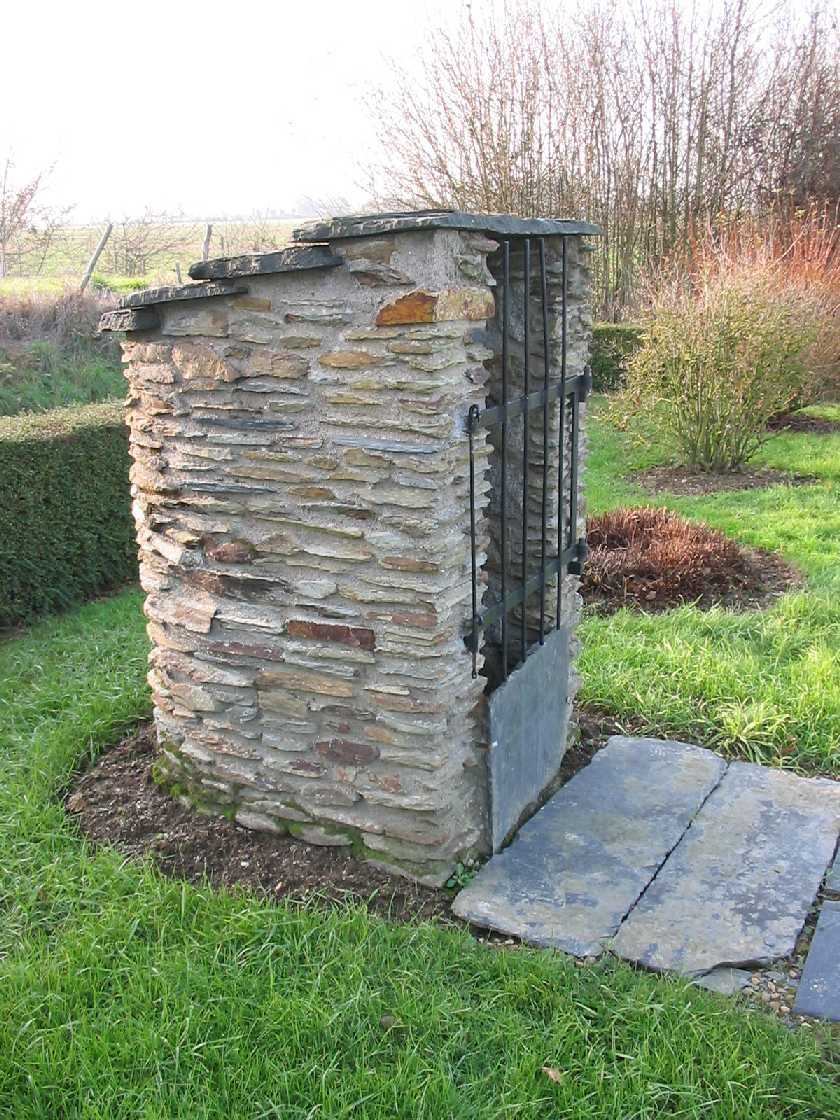
La fontaine.

### Autres lieux et monuments
- Château la Maison Blanche (voir histoire)[30].
- Château de Montergon (voir histoire)[31].
- Manoir la Himbaudière[32].
- Forêt domaniale de Longuenée.

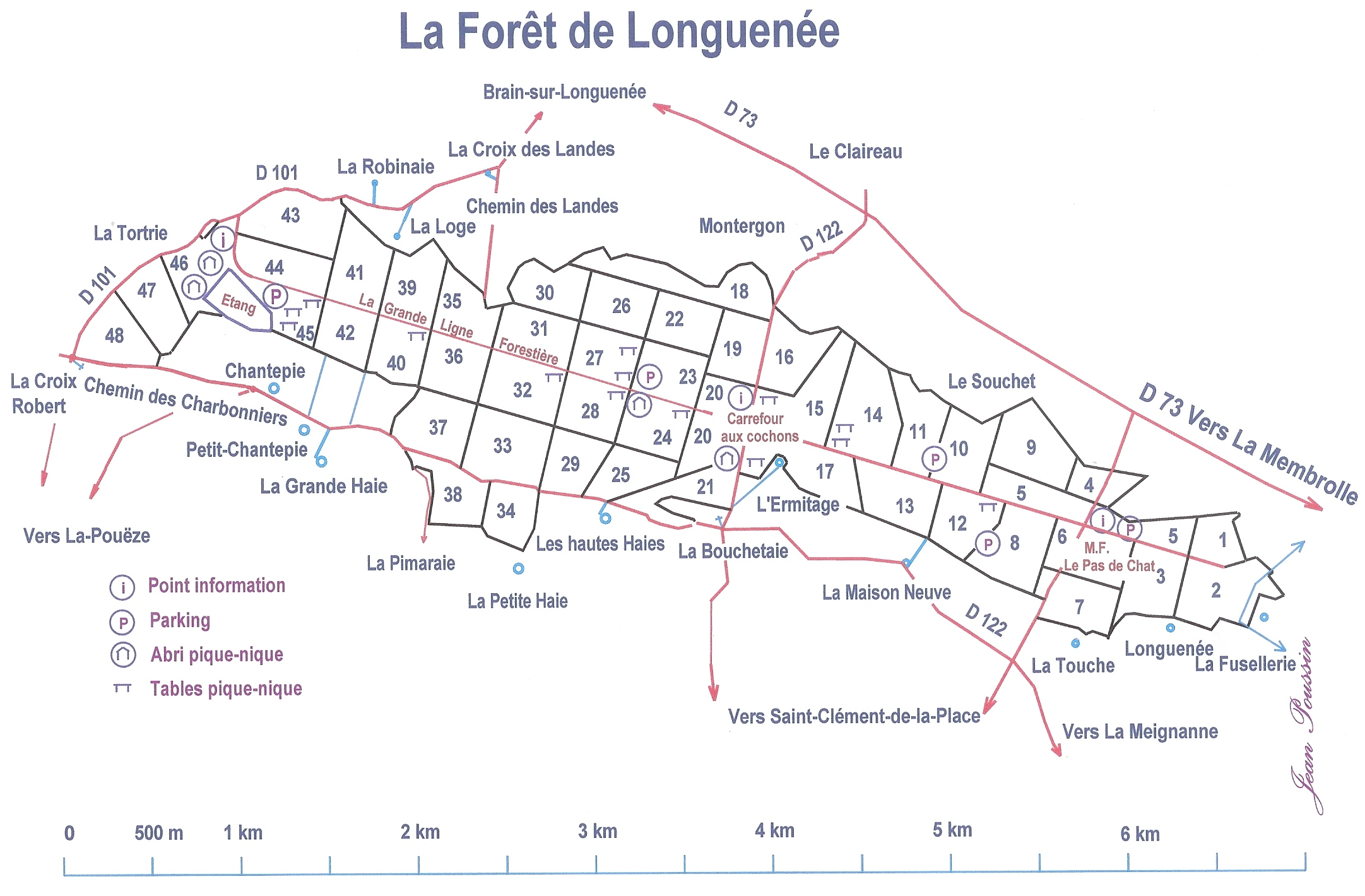
Plan de la Forêt de Longuenée.

### Personnalités liées à la commune
- Éric Bedouet (1954- ) : ancien footballeur professionnel, entraîneur spécialiste de la préparation physique en poste au club des Girondins de Bordeaux, appelé par Didier Deschamps pour rejoindre temporairement le staff technique de l'Équipe de France de football durant la Coupe du monde de football de 2014 au Brésil, né à Brain-sur-Longuenée.